# Max-Holste MH-1521 Broussard

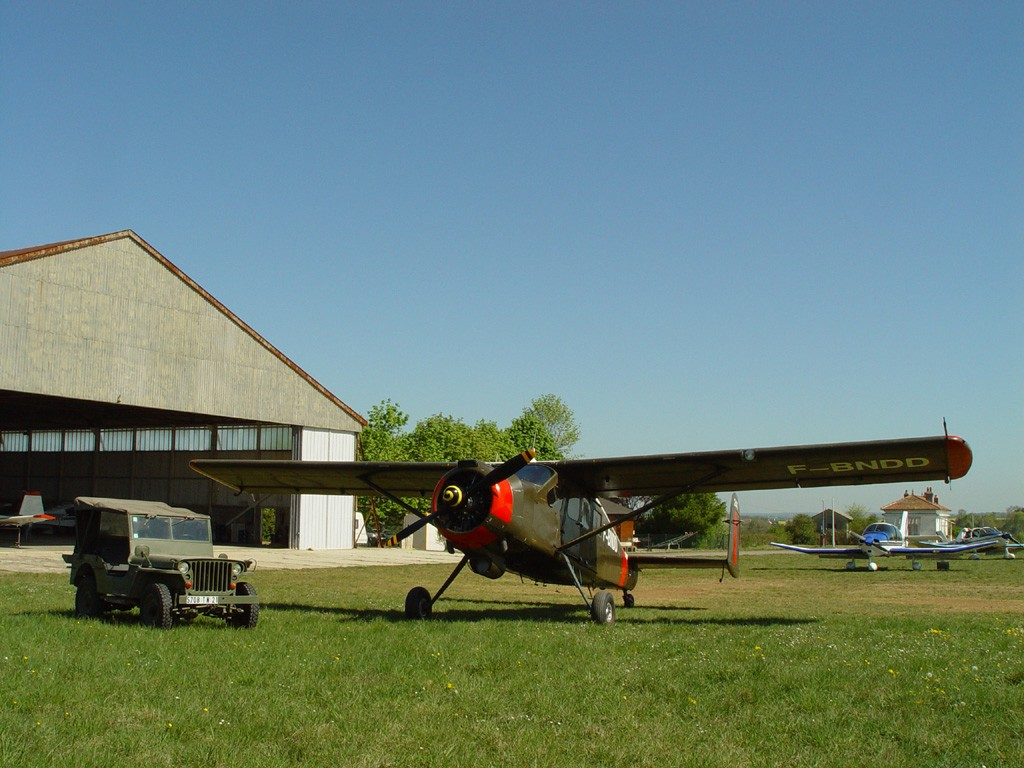
Il Broussard 240 matricola civile F-BNDD in sosta a Chatillon sur Seine; aprile 2007.

Il Max-Holste MH-1521 Broussard era un monomotore multiruolo ad ala alta prodotto dall'azienda francese Max-Holste negli anni cinquanta ed utilizzato sia in ambito civile che militare.
Sviluppato dal precedente prototipo MH-152 venne utilizzato operativamente dalle forze armate francesi a da diverse forze aeree africane.

## Storia

### Sviluppo
Negli anni cinquanta il governo francese emise una specifica per la fornitura di una velivolo da fornire all'armée de terre e da impiegare come aereo da collegamento, da osservazione e da ricognizione. La Max-Holste propose il prototipo MH.152, un monomotore ad ala alta che poteva trasportare, oltre al pilota, 4 persone e che affidava la propulsione ad un motore Salmson-Argus AS 10, un otto cilindri a V di 90° invertita raffreddato ad aria capace di erogare una potenza di 220 CV (164 kW). Portato in volo per la prima volta il 12 giugno 1951, si rivelò sottodimensionato e sottopotenziato per le esigenze del progetto e venne deciso di annullare il programma.
L'azienda francese decise allora di sviluppare autonomamente un modello che, pur ricalcando l'idea originale, avesse delle dimensioni leggermente superiori, dotandolo di un più potente motore radiale al quale assegnò la designazione MH.1521 e che successivamente integrò Broussard. Il primo prototipo venne portato in volo dal pilota collaudatore Pierre Henry il 17 novembre 1952 e dopo essere stato giudicato idoneo alle specifiche richieste ne venne avviata la produzione in serie inizialmente per il mercato civile nel giugno 1954 ma che venne richiesta dopo breve tempo anche dal governo francese a scopo militare. La versione espressamente realizzata ad uso militare, la MH-1521M, venne portata in volo per la prima volta l'11 febbraio 1958.

## Descrizione tecnica
Il Broussard era un velivolo dall'impostazione classica di costruzione interamente metallica; monomotore, monoplano ad ala alta ed impennaggio a doppia deriva.
La fusoliera era caratterizzata da una cabina di pilotaggio chiusa che termina posteriormente in un impennaggio a doppia deriva. L'ala era posizionata alta e controventata, collegata alla struttura tramite un paio di montanti obliqui in tubo metallico che univa la parte centrale delle due semiali alla parte inferiore della fusoliera all'altezza del carrello d'atterraggio. Quest'ultimo era triciclo classico e fisso, con le gambe di forza anteriori ammortizzate e completato posteriormente da un ruotino d'appoggio posto sotto la coda.
La propulsione era affidata ad un radiale Pratt & Whitney R-985-AN-1 Wasp Junior montato sul muso, capace di erogare una potenza pari a 450 hp (336 kW) ed abbinato ad un'elica metallica bipala a passo variabile.

## Versioni
MH-1521
prototipo, costruito in 5 esemplari più 2 di preproduzione e 19 di preproduzione nella versione militare.
MH-1521A
versione aereo agricolo.
MH-1521C
versione civile prodotta in 52 esemplari.
MH-1521M
versione militare prodotta in 318 esemplari.
MH-1522
prototipo modificato portato in volo nel 1958 with full span leading-edge slots and double-slotted trailing edge flaps to imporove stall performance.

## Utilizzatori

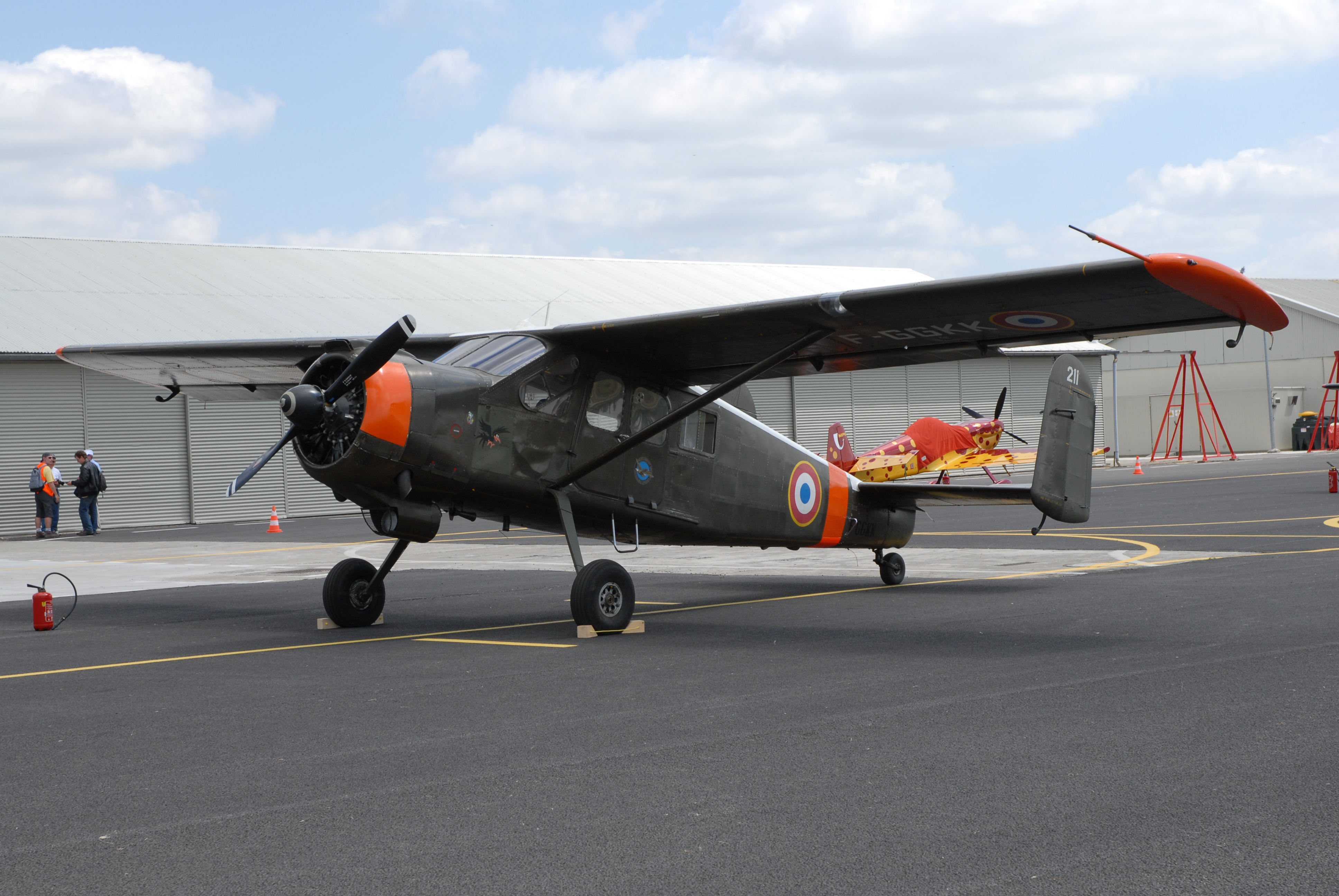
Un Max-Holste MH-1521 Broussard in esposizione statica all'AirExpo Muret 2007.

Benin
- Force Aérienne Populaire de Benin

 Camerun
- Armée de l'Air du Cameroun

 Rep. Centrafricana
- Force Aérienne Centrafricaine

 Ciad
- Force Aérienne Tchadienne

 Costa d'Avorio
- Force Aérienne de la Côte d'Ivoire

 Dahomey
- Force Aérienne de Dahomey

 Francia
- Armée de l'air
- Aviation navale
- Aviation légère de l'armée de terre

 Gabon
- Armée de l'air Gabonaise

operò con qualche esemplare ex Armée de l'air (Francia)
 Madagascar
- Armée de l'air Malgache

 Marocco
- Forces royales air

 Mauritania
- Force aérienne de la République Islamique de Mauritanie

 Niger
- Armée de l'air du Niger

 Senegal
- Armée de l'air du Sénégal

 Togo
- Force aérienne togolaise[2]

## Velivoli comparabili
Canada
- de Havilland Canada DHC-2 Beaver